# 사문석

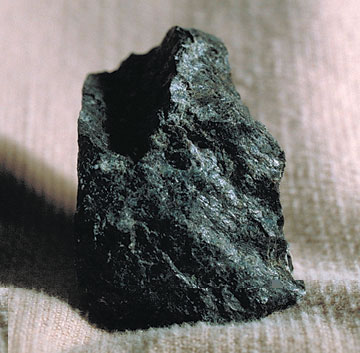
사문석

사문석(蛇紋石, serpentine)은 감람석이나 휘석이 물과 반응하여 변질되어 생긴 규산염광물이다. 화학식은 Mg3Si2O5(OH)4이다. 주로 기름진 얇은 판 모양의 안티고라이트(antigorite)와 섬유모양의 온석면, 리자다이트(lizardite) 등으로 나타난다. 사문석은 광택이 나도록 갈고 닦으면 마치 대리암처럼 보여 장식용 석재로 쓰인다.